# Вальтер Кіпке
Вальтер Кіпке (нім. Walter Kypke; 22 вересня 1893, Штеттін — 6 червня 1924, Магдебург) — німецький льотчик-ас, лейтенант Імперської армії.

## Біографія
На Першу світову війну пішов добровольцем, служив із її початку в наземних частинах. У квітні 1915 року був направлений на льотну підготовку, після чого служив у різних авіачастинах: з 1915 року — у 2-му і 57-му льотних дивізіонах, з 16 лютого 1916 року — в бойовому командуванні одномісних літаків «Авілле», в 14-й, а потім — в 41-й винищувальній ескадрильї, в складі якої став асом і здобув свої перші 5 перемог. З 27 жовтня по 6 грудня 1917 року командував 5-ю бойовою ескадрильєю одномісних літаків, з 26 грудня 1917 року і до кінця війни — 47-ю винищувальною ескадрильєю. Всього за час бойових дій здобув 9 перемог. Загинув в авіакатастрофі.

## Нагороди
- Залізний хрест 2-го і 1-го класу
- Королівський орден дому Гогенцоллернів, лицарський хрест з мечами